# Janne Puurtinen
Janne Johannes Puurtinen, más conocido como Emerson Burton, es el actual teclista de la banda HIM. Nació el 17 de octubre de 1974 en Helsinki. Proviene de una familia de bailarines. Él también intentó bailar, pero lo dejó ya que «no le aportaba nada».
Comenzó a tocar el piano cuando tenía alrededor de 5 años. Era amigo de algunos miembros de la banda, ya que compartieron escuela, pero no se unió de inmediato. Comenzó estudiando música a un nivel superior.
Burton hizo su segundo debut como miembro temporal de la banda en el concierto organizado en el «Semifinal Club» el 12 de enero de 2001. Esa fue la oportunidad del teclista para aparecer en un ambiente importante y clave, antes de las giras por Suecia, Noruega y Dinamarca programadas para ese mismo mes.
Burton explicó que tocar con HIM «es realmente fácil y cómodo», y que sus compañeros de banda le ayudaron mucho.
A finales de enero de 2001, le propusieron ser un miembro fijo de la banda.
En las influencias de Burton se incluyen entre otros Chaikovski, Michael Jackson y Pink Floyd.